# Zu々
Zu々（ずう）は、日本の演劇公演。
主宰の三宅優（日本ペンクラブ会員）が、“自分が日本語で観たい舞台”を基本コンセプトに、海外の舞台、国内外の映画、小説、マンガなどジャンルに拘らず選んだ作品を日本で＜Zu々 プロデュース公演＞として企画・舞台上演を行っている。

## 舞台

### Being_at_home_with_Claude_〜クロードと一緒に〜
Zu々旗揚げ公演（青山円形劇場）作品。

2014年 初演　青山円形劇場　

2015年 再演　シアタートラム　

2016年 Lecture-Spectacle(読み聞かせ)　新国立劇場 小劇場 THE PIT  

2019年 再演　横浜赤レンガ倉庫1号館3Fホール　 

2021年 再演　東京芸術劇場シアターウエスト

Twitter 

原作　Being_at_Home_with_Claude 

原作者　ルネ＝ダニエル・デュポワ

### Yè –夜–
2017年4月5日(水) ∼ 9日(日)　 東京芸術劇場 シアターウエスト　

原作　周豪（Zhou Hao） 映画『夜』（2014年　制作：中国）

### 森奈津子芸術劇場　第一幕　～パトス編～
2017年7月28日(金) 〜8月1日(火)　紀伊國屋ホール

原作：森奈津子

『哀愁の女主人、情熱の女奴隷』（ハヤカワ文庫JA「西城秀樹のおかげです」収録）

『いなくなった猫の話』（ハヤカワ文庫JA「からくりアンモラル」収録）

### 森奈津子芸術劇場　第1.5幕　2人芝居 いなくなった猫の話
2018年8月1日〜12日。会場 絵空箱

原作、森奈津子「いなくなった猫の話」（ハヤカワ文庫JA「からくりアンモラル」収録）

### 怜々蒐集譚 Reirei Syusyu Tan
2019年2月16日〜27日　新国立劇場 小劇場。

原作は漫画家 石原理の「怜々蒐集譚」シリーズ（株式会社リブレ）

## 映画

### 怜々蒐集譚 Reirei Syusyu Tan
2019年2月16日〜27日　新国立劇場 小劇場。

原作は漫画家 石原理の「怜々蒐集譚」シリーズ（株式会社リブレ）

### 怜々蒐集譚 Reirei Syusyu Tan ～DVD発売記念興行〜
2019年7月12日〜14日

上映会場池袋HUMAXシネマズ

### 秘密の花園
2019年8月2日に早逝した漫画家の森永あいの追悼企画として制作された短編映画。

原作　森永あい 『ストロベリーちゃんの華麗な生活』（株式会社リブレ）

2021年4月17日（土）〜。上映会場池袋HUMAXシネマズ

## イベント

### 夜 Crossing Point ＝　舞台『Yè -夜-』と中国映画『The Night』の交点
2017年12月9日(土)～31日(日)　会場　ano ano garelie

### 怜々蒐集譚 Reirei Syusyu Tan ～DVD発売記念興行〜
2019年7月12日〜14日　
上映会場　池袋HUMAXシネマズ

### 森永あいメモリアル（回顧展）
2021年3月13日（土）～令和3年4月4日（日）　秋田県横手市増田まんが美術館  1階 特別企画展示室

2021年4月18日（日）～5月23日（日）　旧 森永あい自宅兼アトリエ（東京 吉祥寺）

2021年4月18日（日）～5月30日（日）　［配信］バーチャル森永あいメモリアル（回顧）展

2021年4月17日（土）～5月23日（日）　※土日、平日（不定期）　映画『秘密の花園』上映のみ。池袋HUMAXシネマズ

主催　森永あいメモリアル展実行委員会　

## 朗読劇

### Lecture-Spectacle Being at home with Claude ～クロードと一緒に～
2016年7月4日、5日　新国立劇場 小劇場 THE PIT

### ノンセクシュアル NON-SEXUAL
2020年 6月14日（日）、16日(月）、17日（火）　動画配信にて上演。

原作は、森奈津子「ノンセクシュアル」

## 主宰
三宅優（日本ペンクラブ会員）。ジャンルを演劇だけに留めず、映画、マンガ制作への協力など、多方面での活動を行っている。